# Sympycnus vagus
Sympycnus vagus är en tvåvingeart som beskrevs av Becker 1922. Sympycnus vagus ingår i släktet Sympycnus och familjen styltflugor. Inga underarter finns listade i Catalogue of Life.